# ديفيد جرير
ديفيد جرير (بالإنجليزية: David Grier)‏ هو صانع وتريات ‏ أمريكي، ولد في 1961 في واشنطن العاصمة في الولايات المتحدة.

## وصلات خارجية
- ديفيد جرير على موقع ميوزك برينز (الإنجليزية)
- ديفيد جرير على موقع أول ميوزيك (الإنجليزية)
- ديفيد جرير على موقع ديسكوغز (الإنجليزية)